# Michelle Wright
Michelle Wright (Merlin, Ontario, 1 de julho de 1961) é uma cantora de country music canadense. Ela é uma das cantoras country mas famosas e premiadas dos anos noventa, tendo ganhando o Canadian Country Music Association Fans' Choice (escolhido por fãs) duas vezes em 1993 e 1995. Brian Ferriman da Savannah Records foi seu agente por mais de vinte anos.
Seus primeiros sucessos foram no Canada onde ela emplacou mais de 25 singles, incluindo os hits "Take It Like a Man", "One Time Around", "Guitar Talk", "One Good Man", "Nobody's Girl" e "Crank My Tractor". Seu sucesso chegou aos EUA no começo dos anos 1990s, alcançando o topo das paradas da Billboard de música country, tendo "New Kind of Love" na posição de #32, "Take It Like a Man" em #10 e "He Would Be Sixteen" em #31.

## Vida
Michelle Wright nasceu em 1 de julho de 1961 em Chatham, Ontário, Canadá, tento crescido na cidadezinha de Merlin, Ontário. Nos anos de 1980, enquanto estava no colégio, Wright se juntou a uma banda local até 1983, quando ela resolveu criar sua propria banda. Nessa banda ela tocou ate meados de 88. Em 1985, enquanto ainda estava no grupo, Wright assinou contrato com a Savannah Records. No ano seguinte foi lançado o single "I Want to Count on You", que alcançou o posto #48 na revista canadense RPM. O seu primeiro álbum, Do Right By Me, foi lançado em 1988, produzindo mais sete singles, que incluía um cover de Andy Kim, "Rock Me Gently", alcançando a sétima posição da parada da RPM para música country. O sucesso do álbum a levou a assinar contrato com a Arista Nashville.

## Nova forma de amor
Em abril de 1990, o primeiro CD americano de Wright, "New Kind of Love", foi lançado alcançando o Top five no Canadá, chegando ainda à posição de número #32 na Billboard para música country. Seu segundo álbum, Michelle Wright, foi lançado em julho de 1990. Como suporte, ela abriu os shows da turne de Kenny Rogers em 1991. O álbum tornou-se um sucesso no Canadá, e Wright ganhou o prêmio de artista feminina do ano pela Canadian Country Music Association em 1990.
Todavia, sua carreira decaiu depois do lançamento do single "New Kind of Love", forçando-a dar uma parada na carreira e mudando-se para Nashville, Tennessee em 1991. Enquanto estava em Nashville, ela gravou seu terceiro CD, Now and Then, lançado em maio de 1992. O primeiro single do álbum, "Take It Like a Man", se tornou hit chegando à primeira posição da canadense RPM e em #10 da Billboard norte americana.
Em 1993, o álbum trouxe para Wright o prêmio de revelação feminina da Academy of Country Music, além de uma aparição em um especial da CBS, Women of Country, onde ela tocou "Take It Like a Man" e a canção de Mary Chapin Carpenter "The Hard Way" junto de inúmeros outros artistas, incluindo a propria Carpenter. Now and Then gerou cerca de sete singles, que incluíam os hits "One Time Around" e "Guitar Talk". O álbum também continha o single "He Would Be Sixteen", que alcançou a posição número #31 nos EUA.

## Volta
Em 1994, Wright lançou o primeiro single do seu próximo CD, "One Good Man", que chegou à quarta posição no Canada, mas nos EUA chegou apenas à posição de número 40. O quarto álbum, The Reasons Why, foi lançado em setembro de 1994 apenas no Canadá. O CD também foi lançado na Europa após uma pequena turnê realizada por ela em meados de 1994. No começo de 1995, Wright fez shows por cerca de 40 cidades no Canada, tendo sido naquela época a maior turner country realizado por um artista daquele país.
Em agosto de 1996, Wright lançou seu quinto álbum, For Me It's You, sendo que o primeiro single "Nobody's Girl", alcançou o número #1 pela RPM. O álbum marcou a volta de Wright ao mercado norte americano em quatro anos. O álbum tornou-se sucesso no Canada, produzindo três Singles Top fives, "Crank My Tractor", "The Answer Is Yes", e "What Love Looks Like". O CD, entrementes, foi um fracasso nos Estados Unidos, sendo que em 1997 Wright deu uma entrevista a qual se dizia "muito desapontada" e "infeliz com o que as rádios americanas fizeram com seu disco".
Durante 1997, Wright recebeu o prêmio humanitário por seus esforços sociais, como o levantamento de fundos para o hospital St. Joseph's em Chatham, Ontário, hospital onde ela nasceu.
Em outubro de 1999, a primeira coletânea da cantora foi lançada, The Greatest Hits Collection, no Canadá. O álbum incluía duas novas músicas, "I Surrender" e "When I Found You", ambos chegando ao top dez da RPM canadense. Em 2000, a Arista Nashville relançou o disco nos EUA contendo uma nova tracklist.

## Atualmente
Em 2002, Wright mudou de gravadora e assinou contrato com a RCA Records/ViK. Recordings, tendo retornado apos um hiato de seis anos com o CD Shut Up and Kiss Me, em junho de 2002. O álbum tinha uma tendência mais pop que os álbuns anteriores. Wright co-escreveu oito das doze músicas do disco, gravando canções de compositores famosos, como Shelly Peiken, que havia composto o hit pop da cantora Christina Aguilera, "What a Girl Wants". Shut Up and Kiss Me também continha um versão mais pop do single "I Surrender", tendo sido feito um vídeo clipe com ele.
Em 2004, Wright iniciou sua turne anual de natal, Dreaming of a Wright Christmas. Um ano depois ela assinou com a Icon Records, e em outubro de 2005 lançou seu primerio disco natalino, A Wright Christmas no Canada. O álbum apresentava covers de onze canções natalinas, além de uma inédita, "I Know Santa's Been Here", composta pela canadense Patricia Conroy. A canção foi lançada como single em dezembro de 2005. A Wright Christmas foi lançada nos Estados Unidos em 2007 e na Europa em 2008.
Em junho de 2006, Wright retornou à música country com seu novo disco, Everything and More no Canadá. O primeiro single, "Everything and More", foi lançado no final de 2005.

## Discografia
Álbuns de estúdio
- Do Right By Me (1988)
- Michelle Wright (1990)
- Now and Then (1992)
- The Reasons Why (1994)
- For Me It's You (1996)
- Shut Up and Kiss Me (2002)
- Everything and More (2006)